# Flux (metallurgie)

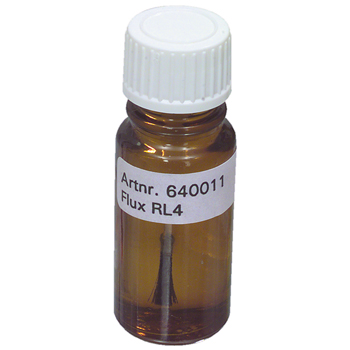
Flux RL4 vloeimiddel voor SMD componenten

Flux is een substantie, in vloeibare vorm of als poeder of pasta, die gebruikt wordt voor het bewerkbaar maken van metalen als ijzer, staal, koper, messing, nikkel, of aluminium zodat deze aan elkaar gelast of gesoldeerd kunnen worden. Het fluxmateriaal verwijdert de oxidelaag op de metaaloppervlakken zodat het soldeermedium een goede aanhechting heeft. De term flux is een verzamelnaam voor meerdere soorten substanties die gebruikt kunnen worden.
De flux smelt eerder dan het soldeer; het is voor de bewerker een teken dat de soldeertemperatuur bijna bereikt is.

## Fluxen voor tinlegeringen
- Stearine
- Zinkchloride (soldeerwater)
- Hars, kunsthars
- Ammoniumchloride (salmiak)
- Purine
- S-39

## Fluxen voor hardsolderen
- Flux-6: een poeder dat kaliumfluorboraat bevat. Dit middel is bedoeld als vloeimiddel bij zilverhardsoldeer. Flux-6 smelt bij 500°C.
- Borax: Natriumtetraboraat wordt veel gebruikt bij messingsoldeer; het smelt bij 800°C.